# Die Holzauktion
Die Holzauktion (Im Grunewald, im Grunewald ist Holzauktion) ist ein Berliner Gassenhauer, der von Franz Meißner als Rheinländer komponiert wurde.
Pressenotizen zufolge erlebte das Musikstück ab 1892 vom Berliner Adolf-Ernst-Theater aus weite Resonanz und rapide Verbreitung. Binnen kürzester Zeit wurden von gleich drei Verlagen Notenausgaben des Stückes auf den Markt gebracht. Das ursprünglich nicht textierte Musikstück wurde bald mit verschiedenen Couplet-artigen Textfassungen unterlegt. Besonders erfolgreich wurde die bekannte Textfassung, die dem Stück von dem Musikverleger Otto Teich unterlegt wurde. Manchen Angaben zufolge soll diese Textfassung bereits 1890 entstanden sein.
Von der vierteiligen Originalkomposition ist der dritte Teil mit einer noch bekannten Melodie versehen: der Humorist Robert Steidl (1865–1927) verwendete diesen Teil der Melodie für den Refrain seines 1922 komponierten Stimmungsliedes Wir versaufen unsrer Oma ihr klein Häuschen, auf dessen Melodie auch der Text Meine Oma fährt im Hühnerstall Motorrad gesungen wird.

## Geschichtlicher Hintergrund
Die titelgebende Holzauktion hat ein reales historisches Vorbild in den Holzverkäufen, die Ende des 19. Jahrhunderts nach Rodungsaktionen im Grunewald stattfanden, die der Anlage des Villenviertels Grunewald dienten.
Nachdem Reichskanzler Otto von Bismarck 1871 anlässlich der Gründung des Deutschen Reichs aus Paris nach Berlin zurückkam, forderte er unter dem Eindruck des von Georges-Eugène Haussmann geprägten Stadtbildes von Paris in einem Brief vom 5. Februar 1873 an den Geheimen Kabinettsrat Gustav von Wilmowski einen großzügigen Ausbau des Kurfürstendamms, bis dahin ein einfacher Reitweg zum Jagdschloss Grunewald, nach Vorbild der Avenue des Champs-Élysées. Am 2. Juni 1875 wurde durch Kabinettsorder die Straßenbreite für den auszubauenden Kurfürstendamm auf 53 Meter festgelegt. Das war auch der Startschuss zur Anlage der Villenkolonie Grunewald, für die sich Bismarck ebenso einsetzte. In den 1880er Jahren verkaufte der preußische Staat nach persönlicher Intervention Bismarcks 234 Hektar des Forstes Grunewald an die Kurfürstendamm-Gesellschaft, ein Bankenkonsortium, das am 22. Dezember 1882 gegründet wurde und sich zum Ziel gesetzt hatte, nach dem Muster der überaus erfolgreichen Villenkolonien Alsen und Lichterfelde ein noch aufwendiger angelegtes Wohnviertel zu errichten.
Eine der ersten Bewohnerinnen der Villenkolonie war die Opernsängerin Lilli Lehmann, die in ihren Memoiren davon berichtet, bei ihrem ersten Besuch des Grunewalds seit Beginn der Umgestaltung eine Holzauktion miterlebt und so den Hintergrund des Liedes kennengelernt zu haben.

## Text
Im Grunewald, im Grunewald ist Holzauktion,

ist Holzauktion, ist Holzauktion.

Im Grunewald, im Grunewald ist Holzauktion,

ist Holzauktion.

|: Links um die Ecke rum,

rechts um die Ecke rum,

überall ist große Holzauktion :|

Der ganze Klafter Süßholz kost’t ’nen Taler,

’nen Taler, ’nen Taler.

Der ganze Klafter Süßholz kost’t ’nen Taler,

’nen Taler kost er nur.

Der Förster schießt dabei zwei große Böcke

für’n Taler, für’n Taler.

Und sieht drauf in der linken rechten Ecke

für’n Taler, Taler nur.

Der Forstgehilfe küßt des Försters Tochter

für’n Taler, für’n Taler.

Der Förster auf den Forstgehilfen pocht er

für’n Taler, Taler nur.

Beim Mondenschein, da kamen alte Weiber

für’n Taler, für’n Taler.

Die mausten Holz wie echte rechte Räuber

für’n Taler, Taler nur.

Die Polizei kam leise wie auf Strümpfen

für’n Taler, für’n Taler.

Und arretierte, ach, die alten Nymphen

für’n Taler, Taler nur.

## Rezeption
Anlässlich des 70. Geburtstags des Klavierfabrikanten Carl Bechstein verfasste der Schriftsteller Alexander Moszkowski 1896 den parodistischen Scherz Anton Notenquetscher am Klavier, zu dem sein Bruder Moritz Moszkowski parodistische Klaviervariationen über die Holzauktion im Stile von Carl Czerny, Muzio Clementi, Johann Sebastian Bach, Johannes Brahms, Carl Maria von Weber, Frédéric Chopin, Anton Rubinstein und Franz Liszt beisteuerte (Variationen im Stile moderner Komponisten von Czerny bis Liszt MoszWV 205).
Im Soundtrack des Films Schindlers Liste erscheint das Lied zu Beginn in einer Aufnahme des Orchesters Egon Kaiser mit Gesang von Rudolf Scherfling.
Die Melodie des Liedes wurde auch für das in Norwegen sehr beliebte Weihnachtslied På låven sitter nissen (In der Scheune sitzt der Nisse) übernommen.